# SV Wörgl
Der SV Wörgl ist ein österreichischer Fußballverein aus der Gemeinde Wörgl im Bezirk Kufstein in Tirol und wurde 1952 gegründet. Zurzeit spielt der Verein in der Regionalliga Tirol, nahm insgesamt sieben Jahre am Spielbetrieb der jeweils zweithöchsten österreichischen Herrenligen teil.

## Geschichte
| 1952–1992                                                     | 1952–1992                 | 1952–1992                 | 1952–1992                 | 1952–1992                 | 1952–1992                 | 1952–1992                 | 1952–1992                 |
| Saison                                                        | Platz (Teiln.)            | Sp                        | S                         | U                         | N                         | Tore                      | Pkt.                      |
| 1. Klasse Unterland                                           | 1. Klasse Unterland       | 1. Klasse Unterland       | 1. Klasse Unterland       | 1. Klasse Unterland       | 1. Klasse Unterland       | 1. Klasse Unterland       | 1. Klasse Unterland       |
| ------------------------------------------------------------- | ------------------------- | ------------------------- | ------------------------- | ------------------------- | ------------------------- | ------------------------- | ------------------------- |
| 1952/53                                                       | keine vollständigen Daten | keine vollständigen Daten | keine vollständigen Daten | keine vollständigen Daten | keine vollständigen Daten | keine vollständigen Daten | keine vollständigen Daten |
| 1953/54                                                       | keine vollständigen Daten | keine vollständigen Daten | keine vollständigen Daten | keine vollständigen Daten | keine vollständigen Daten | keine vollständigen Daten | keine vollständigen Daten |
| 1954/55                                                       | keine vollständigen Daten | keine vollständigen Daten | keine vollständigen Daten | keine vollständigen Daten | keine vollständigen Daten | keine vollständigen Daten | keine vollständigen Daten |
| 1955/56                                                       | keine vollständigen Daten | keine vollständigen Daten | keine vollständigen Daten | keine vollständigen Daten | keine vollständigen Daten | keine vollständigen Daten | keine vollständigen Daten |
| 1956/57                                                       | keine vollständigen Daten | keine vollständigen Daten | keine vollständigen Daten | keine vollständigen Daten | keine vollständigen Daten | keine vollständigen Daten | keine vollständigen Daten |
| 1957/58                                                       | keine vollständigen Daten | keine vollständigen Daten | keine vollständigen Daten | keine vollständigen Daten | keine vollständigen Daten | keine vollständigen Daten | keine vollständigen Daten |
| 1958/59                                                       | keine vollständigen Daten | keine vollständigen Daten | keine vollständigen Daten | keine vollständigen Daten | keine vollständigen Daten | keine vollständigen Daten | keine vollständigen Daten |
| 1959/60                                                       | keine vollständigen Daten | keine vollständigen Daten | keine vollständigen Daten | keine vollständigen Daten | keine vollständigen Daten | keine vollständigen Daten | keine vollständigen Daten |
| 1960/61 K1                                                    | keine vollständigen Daten | keine vollständigen Daten | keine vollständigen Daten | keine vollständigen Daten | keine vollständigen Daten | keine vollständigen Daten | keine vollständigen Daten |
| 1961/62                                                       | keine vollständigen Daten | keine vollständigen Daten | keine vollständigen Daten | keine vollständigen Daten | keine vollständigen Daten | keine vollständigen Daten | keine vollständigen Daten |
| 1962/63                                                       | keine vollständigen Daten | keine vollständigen Daten | keine vollständigen Daten | keine vollständigen Daten | keine vollständigen Daten | keine vollständigen Daten | keine vollständigen Daten |
| 1963/64                                                       | keine vollständigen Daten | keine vollständigen Daten | keine vollständigen Daten | keine vollständigen Daten | keine vollständigen Daten | keine vollständigen Daten | keine vollständigen Daten |
| 1964/65                                                       | keine vollständigen Daten | keine vollständigen Daten | keine vollständigen Daten | keine vollständigen Daten | keine vollständigen Daten | keine vollständigen Daten | keine vollständigen Daten |
| Tiroler Landesliga                                            |                           |                           |                           |                           |                           |                           |                           |
| 1965/66                                                       | 03. (12)                  | keine vollständigen Daten | keine vollständigen Daten | keine vollständigen Daten | keine vollständigen Daten | keine vollständigen Daten | keine vollständigen Daten |
| 1966/67                                                       | 12. (12)                  | keine vollständigen Daten | keine vollständigen Daten | keine vollständigen Daten | keine vollständigen Daten | keine vollständigen Daten | keine vollständigen Daten |
| 1. Klasse Unterland                                           |                           |                           |                           |                           |                           |                           |                           |
| 1967/68                                                       | 00. (00)                  | keine vollständigen Daten | keine vollständigen Daten | keine vollständigen Daten | keine vollständigen Daten | keine vollständigen Daten | keine vollständigen Daten |
| 1968/69                                                       | 00. (00)                  | keine vollständigen Daten | keine vollständigen Daten | keine vollständigen Daten | keine vollständigen Daten | keine vollständigen Daten | keine vollständigen Daten |
| 1969/70                                                       | 00. (00)                  | keine vollständigen Daten | keine vollständigen Daten | keine vollständigen Daten | keine vollständigen Daten | keine vollständigen Daten | keine vollständigen Daten |
| 1970/71                                                       | 00. (00)                  | keine vollständigen Daten | keine vollständigen Daten | keine vollständigen Daten | keine vollständigen Daten | keine vollständigen Daten | keine vollständigen Daten |
| 1971/72                                                       | 00. (00)                  | keine vollständigen Daten | keine vollständigen Daten | keine vollständigen Daten | keine vollständigen Daten | keine vollständigen Daten | keine vollständigen Daten |
| Tiroler Landesliga                                            |                           |                           |                           |                           |                           |                           |                           |
| 1972/73                                                       | 12. (12)                  | keine vollständigen Daten | keine vollständigen Daten | keine vollständigen Daten | keine vollständigen Daten | keine vollständigen Daten | keine vollständigen Daten |
| 1. Klasse Unterland                                           |                           |                           |                           |                           |                           |                           |                           |
| 1973/74                                                       | 00. (00)                  | keine vollständigen Daten | keine vollständigen Daten | keine vollständigen Daten | keine vollständigen Daten | keine vollständigen Daten | keine vollständigen Daten |
| 1974/75                                                       | 00. (00)                  | keine vollständigen Daten | keine vollständigen Daten | keine vollständigen Daten | keine vollständigen Daten | keine vollständigen Daten | keine vollständigen Daten |
| 1975/76                                                       | 00. (00)                  | keine vollständigen Daten | keine vollständigen Daten | keine vollständigen Daten | keine vollständigen Daten | keine vollständigen Daten | keine vollständigen Daten |
| 1976/77                                                       | 00. (00)                  | keine vollständigen Daten | keine vollständigen Daten | keine vollständigen Daten | keine vollständigen Daten | keine vollständigen Daten | keine vollständigen Daten |
| 1977/78                                                       | 00. (00)                  | keine vollständigen Daten | keine vollständigen Daten | keine vollständigen Daten | keine vollständigen Daten | keine vollständigen Daten | keine vollständigen Daten |
| 1978/79                                                       | 00. (00)                  | keine vollständigen Daten | keine vollständigen Daten | keine vollständigen Daten | keine vollständigen Daten | keine vollständigen Daten | keine vollständigen Daten |
| 1979/80                                                       | 00. (00)                  | keine vollständigen Daten | keine vollständigen Daten | keine vollständigen Daten | keine vollständigen Daten | keine vollständigen Daten | keine vollständigen Daten |
| Tiroler Landesliga (Aufstieg unbekannt)                       |                           |                           |                           |                           |                           |                           |                           |
| 1980/81                                                       | 12. (14)                  | keine vollständigen Daten | keine vollständigen Daten | keine vollständigen Daten | keine vollständigen Daten | keine vollständigen Daten | keine vollständigen Daten |
| 1. Klasse Unterliga                                           |                           |                           |                           |                           |                           |                           |                           |
| 1981/82                                                       | 00. (00)                  | keine vollständigen Daten | keine vollständigen Daten | keine vollständigen Daten | keine vollständigen Daten | keine vollständigen Daten | keine vollständigen Daten |
| Tiroler Landesliga                                            |                           |                           |                           |                           |                           |                           |                           |
| 1982/83                                                       | 8. (14)                   | keine vollständigen Daten | keine vollständigen Daten | keine vollständigen Daten | keine vollständigen Daten | keine vollständigen Daten | keine vollständigen Daten |
| 1983/84                                                       | 7. (14)                   | keine vollständigen Daten | keine vollständigen Daten | keine vollständigen Daten | keine vollständigen Daten | keine vollständigen Daten | keine vollständigen Daten |
| 1984/85                                                       | 13. (13)                  | keine vollständigen Daten | keine vollständigen Daten | keine vollständigen Daten | keine vollständigen Daten | keine vollständigen Daten | keine vollständigen Daten |
| 1. Klasse Unterliga                                           |                           |                           |                           |                           |                           |                           |                           |
| 1985/86 K1                                                    | 00. (00)                  | keine vollständigen Daten | keine vollständigen Daten | keine vollständigen Daten | keine vollständigen Daten | keine vollständigen Daten | keine vollständigen Daten |
| 1986/87                                                       | 00. (00)                  | keine vollständigen Daten | keine vollständigen Daten | keine vollständigen Daten | keine vollständigen Daten | keine vollständigen Daten | keine vollständigen Daten |
| 1987/88                                                       | 00. (00)                  | keine vollständigen Daten | keine vollständigen Daten | keine vollständigen Daten | keine vollständigen Daten | keine vollständigen Daten | keine vollständigen Daten |
| 1988/89                                                       | 00. (00)                  | keine vollständigen Daten | keine vollständigen Daten | keine vollständigen Daten | keine vollständigen Daten | keine vollständigen Daten | keine vollständigen Daten |
| 1989/90                                                       | 00. (00)                  | keine vollständigen Daten | keine vollständigen Daten | keine vollständigen Daten | keine vollständigen Daten | keine vollständigen Daten | keine vollständigen Daten |
| Landesliga Ost (Aufstieg unbekannt)                           |                           |                           |                           |                           |                           |                           |                           |
| 1990/91                                                       | 1. (12)                   | 22                        | 15                        | 03                        | 04                        | 56:22                     | 33                        |
| Tiroler Liga                                                  |                           |                           |                           |                           |                           |                           |                           |
| 1991/92                                                       | 1. (14)                   | 26                        | 20                        | 02                        | 04                        | 64:30                     | 42                        |
| Legende                                                       |                           |                           |                           |                           |                           |                           |                           |
|                                                               | Aufstieg                  |                           |                           |                           |                           |                           |                           |
|                                                               | Abstieg                   |                           |                           |                           |                           |                           |                           |
| K1 Änderung des Meisterschaftsmodus und Umbenennung der Liga. |                           |                           |                           |                           |                           |                           |                           |

Der Verein wurde 1952 gegründet und spielte bis 1992 in der Tiroler Liga, bevor der Verein das erste Mal in die Regionalliga, einer Liga der damaligen dritten österreichischen Leistungsklasse, aufstieg.
| 1992–1998                                                                                                 | 1992–1998                                           | 1992–1998                               | 1992–1998                               | 1992–1998                               | 1992–1998                               | 1992–1998                               | 1992–1998                               |
| Saison | Platz (Teiln.)                                      | Sp                                      | S                                       | U                                       | N                                       | Tore                                    | Pkt.                                    |
| Regionalliga Tirol/Tiroler Regionalliga                                                                   | Regionalliga Tirol/Tiroler Regionalliga             | Regionalliga Tirol/Tiroler Regionalliga | Regionalliga Tirol/Tiroler Regionalliga | Regionalliga Tirol/Tiroler Regionalliga | Regionalliga Tirol/Tiroler Regionalliga | Regionalliga Tirol/Tiroler Regionalliga | Regionalliga Tirol/Tiroler Regionalliga |
| --- | --------------------------------------------------- | --------------------------------------- | --------------------------------------- | --------------------------------------- | --------------------------------------- | --------------------------------------- | --------------------------------------- |
| 1992/93 K1                                                                                                | 5. (10)                                             | 18                                      | 10                                      | 0                                       | 08                                      | 44:26                                   | 20                                      |
| 1992/93 K1                                                                                                | 1. (7)                                              | 12                                      | 08                                      | 03                                      | 01                                      | 81:37                                   | 39                                      |
| Regionalliga Tirol/Regionalliga West                                                                      |                                                     |                                         |                                         |                                         |                                         |                                         |                                         |
| 1993/94                                                                                                   | 1. (10)                                             | 18                                      | 12                                      | 03                                      | 03                                      | 44:14                                   | 27                                      |
| 1993/94                                                                                                   | 3. (8)                                              | 14                                      | 06                                      | 03                                      | 05                                      | 29:20                                   | 15                                      |
| 1994/95                                                                                                   | 2. (10)                                             | 18                                      | 13                                      | 03                                      | 02                                      | 46:12                                   | 29                                      |
| 1994/95                                                                                                   | 7. (8)                                              | 14                                      | 04                                      | 02                                      | 08                                      | 23:24                                   | 10                                      |
| 1995/96 K2                                                                                                | 2. (10)                                             | 18                                      | 15                                      | 02                                      | 01                                      | 67:14                                   | 47                                      |
| 1995/96 K2                                                                                                | 5. (8)                                              | 14                                      | 05                                      | 04                                      | 05                                      | 21:19                                   | 19                                      |
| Regionalliga West                                                                                         |                                                     |                                         |                                         |                                         |                                         |                                         |                                         |
| 1996/97                                                                                                   | 2. (16)                                             | 30                                      | 21                                      | 05                                      | 04                                      | 80:23                                   | 68                                      |
| Regionalliga West/Relegation                                                                              |                                                     |                                         |                                         |                                         |                                         |                                         |                                         |
| 1997/98                                                                                                   | 1. (16)                                             | 30                                      | 24                                      | 05                                      | 01                                      | 88:25                                   | 77                                      |
| 1997/98                                                                                                   | SV Wörgl – VSE St. Pölten 1:0 / 0.1 n. V. 6:5 i. E. |                                         |                                         |                                         |                                         |                                         |                                         |
| Legende                                                                                                   |                                                     |                                         |                                         |                                         |                                         |                                         |                                         |
| | Aufstieg                                            |                                         |                                         |                                         |                                         |                                         |                                         |
| | Abstieg                                             |                                         |                                         |                                         |                                         |                                         |                                         |
| K1 Änderung des Meisterschaftsmodus und Umbenennung der Liga. K2 1995/96: Einführung der Dreipunkteregel. |                                                     |                                         |                                         |                                         |                                         |                                         |                                         |

Nach dem Gewinn der Regionalliga West in der Saison 1997/98 unter Trainer Helmut Kraft, konnte sich der Verein knapp in der Relegation zur zweitklassigen 1. Division im Elfmeterschießen gegen den VSE Sankt Pölten durchsetzen. 
| 1998–2005   | 1998–2005      | 1998–2005   | 1998–2005   | 1998–2005   | 1998–2005   | 1998–2005   | 1998–2005   |
| Saison      | Platz (Teiln.) | Sp          | S           | U           | N           | Tore        | Pkt.        |
| 2. Division | 2. Division    | 2. Division | 2. Division | 2. Division | 2. Division | 2. Division | 2. Division |
| ----------- | -------------- | ----------- | ----------- | ----------- | ----------- | ----------- | ----------- |
| 1998/99     | 7. (10)        | 36          | 12          | 09          | 15          | 46:56       | 45          |
| 1999/2000   | 3. (10)        | 36          | 17          | 11          | 08          | 58:41       | 62          |
| 2000/01     | 6. (10)        | 36          | 11          | 12          | 13          | 58:69       | 45          |
| 2001/02     | 8. (10)        | 36          | 08          | 10          | 18          | 61:72       | 34          |
| 2002/03     | 8. (10)        | 36          | 14          | 03          | 19          | 44:58       | 45          |
| 2003/04     | 8. (10)        | 36          | 09          | 10          | 17          | 48:66       | 37          |
| 2004/05     | 10. (10)       | 36          | 07          | 11          | 18          | 32:63       | 32          |
| Legende     |                |             |             |             |             |             |             |
|             | Aufstieg       |             |             |             |             |             |             |
|             | Abstieg        |             |             |             |             |             |             |

SV obi Wörgl (1998–2002)

Bestes Ergebnis war der dritte Platz in der Saison 1999/2000.

SV Bio Perlinger Wörgl (2002–2005)

2004/05 kam allerdings der Lizenzentzug und die Strafversetzung in die viertklassige Landesliga.
| 2005–heute                                                    | 2005–heute     | 2005–heute   | 2005–heute   | 2005–heute   | 2005–heute   | 2005–heute   | 2005–heute   |
| Saison                                                        | Platz (Teiln.) | Sp           | S            | U            | N            | Tore         | Pkt.         |
| Tiroler Liga                                                  | Tiroler Liga   | Tiroler Liga | Tiroler Liga | Tiroler Liga | Tiroler Liga | Tiroler Liga | Tiroler Liga |
| ------------------------------------------------------------- | -------------- | ------------ | ------------ | ------------ | ------------ | ------------ | ------------ |
| 2005/06                                                       | 7. (16)        | 30           | 11           | 09           | 10           | 56:52        | 42           |
| 2006/07                                                       | 3. (16)        | 30           | 18           | 03           | 09           | 76:41        | 57           |
| 2007/08                                                       | 11. (16)       | 30           | 12           | 03           | 15           | 50:58        | 39           |
| 2008/09                                                       | 16. (16)       | 30           | 04           | 03           | 23           | 21:82        | 15           |
| Landesliga Ost                                                |                |              |              |              |              |              |              |
| 2009/10                                                       | 10. (14)       | 26           | 09           | 04           | 13           | 44:64        | 31           |
| 2010/11                                                       | 14. (14)       | 26           | 03           | 03           | 20           | 32:85        | 12           |
| Gebietsliga Ost                                               |                |              |              |              |              |              |              |
| 2011/12                                                       | 3. (14)        | 26           | 13           | 07           | 06           | 50:33        | 46           |
| 2012/13                                                       | 5. (14)        | 26           | 11           | 06           | 09           | 62:53        | 39           |
| 2013/14                                                       | 1. (14)        | 26           | 21           | 03           | 02           | 78:20        | 66           |
| Landesliga Ost                                                |                |              |              |              |              |              |              |
| 2014/15                                                       | 1. (14)        | 26           | 19           | 04           | 03           | 78:19        | 61           |
| Tiroler Liga                                                  |                |              |              |              |              |              |              |
| 2015/16                                                       | 1. (16)        | 30           | 18           | 06           | 06           | 84:41        | 60           |
| Regionalliga West                                             |                |              |              |              |              |              |              |
| 2016/17                                                       | 13. (16)       | 30           | 10           | 03           | 17           | 40:61        | 33           |
| 2017/18                                                       | 13. (16)       | 30           | 09           | 07           | 14           | 45:59        | 34           |
| 2018/19                                                       | 8. (16)        | 30           | 13           | 04           | 13           | 60:59        | 43           |
| Regionalliga Tirol                                            |                |              |              |              |              |              |              |
| 2019/20 K1                                                    | 0. (16)        | 0            | 0            | 0            | 0            | 0:0          | 0            |
| Legende                                                       |                |              |              |              |              |              |              |
|                                                               | Aufstieg       |              |              |              |              |              |              |
|                                                               | Abstieg        |              |              |              |              |              |              |
| K1 Änderung des Meisterschaftsmodus und Umbenennung der Liga. |                |              |              |              |              |              |              |

SV Wörgl (seit 2005)

Im Jänner 2009 musste aufgrund der finanziellen Probleme des Vereins das Konkursverfahren beantragt werden. Es standen hierbei offene Verbindlichkeiten von ca. 870.000 Euro im Raum. Nachdem Wörgl den Spielbetrieb im Frühjahr 2009 in der Tiroler Liga nicht fortsetzen konnte, folgte der Abstieg in die Landesliga Ost, danach 2011 in die Gebietsliga Ost.
Nach drei Saisonen in der Gebietsliga Ost gelang dem SV Wörgl in der Saison 2013/14 wieder der Aufstieg in die Landesliga Ost und der Durchmarsch bis in die Regionalliga West: Landesliga-Ost-Titel 2014/15, damit Aufstieg in die Tiroler Landesliga, danach 2015/16 mit dem erneuten Titel in der Tiroler Landesliga der Direktaufstieg in Österreichs dritthöchste Spielklasse.
Als erstes Team aus Tirol, wurde der Verein 2016 mit einem Bruno-Award für den "Beliebtesten Amateurverein" ausgezeichnet.
Im Jahr 2017 gewann der SV Wörgl den TFV Kerschdorfer Tirol Cup (7:6 n. E., 0:1, 2:2 gegen FC Kitzbühel).

## Stadion
Der SV Wörgl trägt seine Heimspiele im Sportzentrum Wörgl aus, welches ein Fassungsvermögen von 3.500 Plätzen besitzt.

## Titel und Erfolge
- 1 × Meister der Regionalliga West: 1998
- 4 × Meister der Tiroler Liga: 1992, 1993, 2003, 2016

- 7 × Zweitligateilnahme: 1998/99 bis 2002/03 (Erste Division), 2003/04, 2004/05 (Erste Liga)

- 3 × Achtelfinale im Österreichischen Fußballpokal: 1994/95, 1998/99, 1999/2000
- 4 × Tiroler Landescupsieger: 1993, 1994, 1997, 2017